# Supercopa de Europa 1996
La Supercopa de Europa 1996 fue la 21.ª edición del torneo que enfrentó a la Juventus ganador de la Liga de Campeones y al París Saint-Germain vencedor de la Recopa de Europa de la temporada anterior 1995-96.
La Juventus fue el campeón tras ganarle al París Saint-Germain por 9 a 2 en el marcador global, siendo esta la edición con mayor diferencia de goles del certamen.

## París Saint-Germain - Juventus

### Ida
| 15 de enero de 1997 | París Saint-Germain | 1:6 (0:4) | Juventus                                                                  | Parc des Princes, París                                      |                                                              |
| 20:30 CET           | Raí 52' (pen.)      |           | 4' Porrini · 22', 40' Padovano · 33' Ferrara · 83' Lombardo · 88' Amoruso | Asistencia: 29.519 espectadores Árbitro(s): Nikolai Levnikov | Asistencia: 29.519 espectadores Árbitro(s): Nikolai Levnikov |

| 1  | POR | Bernard Lama      |     |
| 22 | DEF | Didier Domi       | 55' |
| 6  | DEF | Paul Le Guen      |     |
| 4  | DEF | Bruno N'Gotty     |     |
| 17 | DEF | Jimmy Algerino    | 34' |
| 13 | MED | Laurent Fournier  |     |
| 8  | MED | Vincent Guérin    |     |
| 19 | MED | Jérôme Leroy      |     |
| 10 | MED | Raí               |     |
| 11 | DEL | Patrice Loko      |     |
| 9  | DEL | Julio Dely Valdés | 61' |
| DT | DT  | Ricardo Gomes     |     |

| 1  | POR | Angelo Peruzzi       |     |
| 3  | DEF | Moreno Torricelli    |     |
| 2  | DEF | Ciro Ferrara         | 73' |
| 5  | DEF | Sergio Porrini       |     |
| 22 | DEF | Gianluca Pessotto    |     |
| 14 | MED | Didier Deschamps     |     |
| 7  | MED | Angelo Di Livio      |     |
| 21 | MED | Zinedine Zidane      |     |
| 20 | MED | Alessio Tacchinardi  | 67' |
| 11 | DEL | Michele Padovano     | 73' |
| 10 | DEL | Alessandro Del Piero |     |
| DT | DT  | Marcello Lippi       |     |

| 2  | DEF | Daniel Kenedy  | 34' |
| 7  | MED | Leonardo       | 55' |
| 20 | DEL | Cyrille Pouget | 61' |

| 13 | DEF | Mark Iuliano     | 73' |
| 19 | MED | Attilio Lombardo | 67' |
| 16 | DEL | Nicola Amoruso   | 73' |

| Anotado · Penal | 52' | Raí | 1:4 |

| Anotado | 4'  | Sergio Porrini   | 0:1 |
| Anotado | 22' | Michele Padovano | 0:2 |
| Anotado | 33' | Ciro Ferrara     | 0:3 |
| Anotado | 40' | Michele Padovano | 0:4 |
| Anotado | 83' | Attilio Lombardo | 1:5 |
| Anotado | 88' | Nicola Amoruso   | 1:6 |

|  | 23' | Laurent Fournier |
|  | 55' | Raí              |

|  | 28' | Didier Deschamps |

|  | 63' | Laurent Fournier |

| Árbitro | Nikolai Levnikov |

| 1  | POR | Bernard Lama      |     |
| 22 | DEF | Didier Domi       | 55' |
| 6  | DEF | Paul Le Guen      |     |
| 4  | DEF | Bruno N'Gotty     |     |
| 17 | DEF | Jimmy Algerino    | 34' |
| 13 | MED | Laurent Fournier  |     |
| 8  | MED | Vincent Guérin    |     |
| 19 | MED | Jérôme Leroy      |     |
| 10 | MED | Raí               |     |
| 11 | DEL | Patrice Loko      |     |
| 9  | DEL | Julio Dely Valdés | 61' |
| DT | DT  | Ricardo Gomes     |     |

| 1  | POR | Angelo Peruzzi       |     |
| 3  | DEF | Moreno Torricelli    |     |
| 2  | DEF | Ciro Ferrara         | 73' |
| 5  | DEF | Sergio Porrini       |     |
| 22 | DEF | Gianluca Pessotto    |     |
| 14 | MED | Didier Deschamps     |     |
| 7  | MED | Angelo Di Livio      |     |
| 21 | MED | Zinedine Zidane      |     |
| 20 | MED | Alessio Tacchinardi  | 67' |
| 11 | DEL | Michele Padovano     | 73' |
| 10 | DEL | Alessandro Del Piero |     |
| DT | DT  | Marcello Lippi       |     |

| 2  | DEF | Daniel Kenedy  | 34' |
| 7  | MED | Leonardo       | 55' |
| 20 | DEL | Cyrille Pouget | 61' |

| 13 | DEF | Mark Iuliano     | 73' |
| 19 | MED | Attilio Lombardo | 67' |
| 16 | DEL | Nicola Amoruso   | 73' |

| Anotado · Penal | 52' | Raí | 1:4 |

| Anotado | 4'  | Sergio Porrini   | 0:1 |
| Anotado | 22' | Michele Padovano | 0:2 |
| Anotado | 33' | Ciro Ferrara     | 0:3 |
| Anotado | 40' | Michele Padovano | 0:4 |
| Anotado | 83' | Attilio Lombardo | 1:5 |
| Anotado | 88' | Nicola Amoruso   | 1:6 |

|  | 23' | Laurent Fournier |
|  | 55' | Raí              |

|  | 28' | Didier Deschamps |

|  | 63' | Laurent Fournier |

| Árbitro | Nikolai Levnikov |

## Juventus - París Saint-Germain

### Vuelta
| 5 de febrero de 1997 | Juventus                       | 3:1 (1:0) | París Saint-Germain | Stadio La Favorita, Palermo                                    |                                                                |
| 20:45 CET            | Del Piero 36', 70' · Vieri 90' |           | 64' (pen.) Raí      | Asistencia: 35.100 espectadores Árbitro(s): Serge Muhmenthaler | Asistencia: 35.100 espectadores Árbitro(s): Serge Muhmenthaler |

| 1          | POR        | Angelo Peruzzi       |     |
| 3          | DEF        | Moreno Torricelli    | 72' |
| 2          | DEF        | Ciro Ferrara         |     |
| 4          | DEF        | Paolo Montero        |     |
| 22         | DEF        | Gianluca Pessotto    |     |
| 7          | MED        | Angelo Di Livio      |     |
| 20         | MED        | Alessio Tacchinardi  | 68' |
| 21         | MED        | Zinedine Zidane      |     |
| 18         | MED        | Vladimir Jugović     |     |
| 10         | DEL        | Alessandro Del Piero |     |
| 11         | DEL        | Michele Padovano     | 68' |
| Entrenador | Entrenador | Marcello Lippi       |     |

| 1          | POR        | Bernard Lama            |     |
| 2          | DEF        | Daniel Kenedy           |     |
| 6          | DEF        | Paul Le Guen            |     |
| 22         | DEF        | Didier Domi             |     |
| 17         | DEF        | Jimmy Algerino          |     |
| 15         | MED        | Benoît Cauet            |     |
| 7          | MED        | Leonardo                | 80' |
| 8          | MED        | Vincent Guérin          | 75' |
| 10         | MED        | Raí                     |     |
| 9          | DEL        | Julio César Dely Valdés |     |
| 11         | DEL        | Patrice Loko            | 90' |
| Entrenador | Entrenador | Ricardo Gomes           |     |

| 5  | DEF | Sergio Porrini   | 72' |
| 19 | MED | Attilio Lombardo | 68' |
| 15 | DEL | Christian Vieri  | 68' |

| 12 | MED | Bernard Allou | 80' |
| 18 | MED | Roméo Calenda | 90' |
| 19 | MED | Jérôme Leroy  | 75' |

| Anotado | 36' | Alessandro Del Piero | 1:0 |
| Anotado | 70' | Alessandro Del Piero | 2:1 |
| Anotado | 93' | Christian Vieri      | 3:1 |

| Anotado · Penal | 64' | Raí | 1:1 |

| Amonestado | 19' | Didier Domi |

| Árbitro | Serge Muhmenthaler |

| 1          | POR        | Angelo Peruzzi       |     |
| 3          | DEF        | Moreno Torricelli    | 72' |
| 2          | DEF        | Ciro Ferrara         |     |
| 4          | DEF        | Paolo Montero        |     |
| 22         | DEF        | Gianluca Pessotto    |     |
| 7          | MED        | Angelo Di Livio      |     |
| 20         | MED        | Alessio Tacchinardi  | 68' |
| 21         | MED        | Zinedine Zidane      |     |
| 18         | MED        | Vladimir Jugović     |     |
| 10         | DEL        | Alessandro Del Piero |     |
| 11         | DEL        | Michele Padovano     | 68' |
| Entrenador | Entrenador | Marcello Lippi       |     |

| 1          | POR        | Bernard Lama            |     |
| 2          | DEF        | Daniel Kenedy           |     |
| 6          | DEF        | Paul Le Guen            |     |
| 22         | DEF        | Didier Domi             |     |
| 17         | DEF        | Jimmy Algerino          |     |
| 15         | MED        | Benoît Cauet            |     |
| 7          | MED        | Leonardo                | 80' |
| 8          | MED        | Vincent Guérin          | 75' |
| 10         | MED        | Raí                     |     |
| 9          | DEL        | Julio César Dely Valdés |     |
| 11         | DEL        | Patrice Loko            | 90' |
| Entrenador | Entrenador | Ricardo Gomes           |     |

| 5  | DEF | Sergio Porrini   | 72' |
| 19 | MED | Attilio Lombardo | 68' |
| 15 | DEL | Christian Vieri  | 68' |

| 12 | MED | Bernard Allou | 80' |
| 18 | MED | Roméo Calenda | 90' |
| 19 | MED | Jérôme Leroy  | 75' |

| Anotado | 36' | Alessandro Del Piero | 1:0 |
| Anotado | 70' | Alessandro Del Piero | 2:1 |
| Anotado | 93' | Christian Vieri      | 3:1 |

| Anotado · Penal | 64' | Raí | 1:1 |

| Amonestado | 19' | Didier Domi |

| Árbitro | Serge Muhmenthaler |

|                   |
| Bandera de Italia |
| Campeón Juventus  |
| 2° Título         |